# Рёмер, Николай Фёдорович
Николай Фёдорович Рёмер (1806—1889) — российский государственный  и общественный деятель, сенатор. Действительный тайный советник (1878).

## Биография
Происходил из дворянского рода Рёмеров (нем. Römer). Родился 28 ноября (10 декабря) 1806 года в Орловском имении отца, генерал-майора Фёдора Фёдоровича Рёмера (1750—1810); мать — Варвара Васильевна, урождённая Чичерина.
Воспитывался дома и 28 августа 1822 года был определён в ведомство Коллегии иностранных дел студентом, через два года был произведён в первый классный чин; в 1826 году получил первую награду — был пожалован бриллиантовым перстнем.
В сентябре 1830 года был причислен сверх штата к Неаполитанской миссии, где и состоял почти два года, вернувшись в Россию в апреле 1832 года; был причислен к Министерству внутренних дел. В 1833 году произведён в звание камер-юнкера.
Был снова отправлен в Неаполь — 6 июля 1834 года, откуда вернулся 17 ноября 1837 года, и опять, на основании Высочайшего указа, был назначен в распоряжение министра внутренних дел статс-секретаря Д. Н. Блудова, был командирован затем в Воронеж для осмотра заведений Приказа общественного призрения, а затем был назначен состоять членом хозяйственной части Временной строительной комиссии по постройкам на Аптекарском острове. С назначением Блудова в 1837 году министром юстиции, Рёмер был назначен (с 1839?[уточнить]) исправляющим должность правителя его канцелярии; готовил, в частности, новое издание Общего свода законов, за что в 1842 году был пожалован орденом Св. Владимира 3-й степени.
В 1840 году был произведён в статские советники; в 1841 году — в звание камергера.
За особенно усердные труды по надзору за печатанием Свода законов он был произведён в марте 1843 года в действительные статские советники и спустя несколько месяцев назначен председателем Комитета для надзора за работами типографии Второго отделения Собственной Его Императорского Величества канцелярии.
В 1855 году произведён в тайные советники и с 30 августа 1856 года стал сенатором: присутствующий во 2-м отделении 3-го департамента; с 11 ноября 1858 года — присутствующий в департаменте герольдии; затем снова был присутствующим во 2-м отделении 3-го департамента, с 3 марта 1859 по 18 апреля 1860 года; присутствующий в 1-м департаменте Сената до 3 марта 1863 года. С 1860 года — член Попечительского совета заведений общественного призрения Петербурга состоящий при Министерстве иностранных дел, попечитель — частного лечебного заведения Штейна (до 1876 года).
С 3 марта 1863 года он вновь присутствующий во 2-м отделении 3-го департамента; с 1863 года он также был попечителем частной женской больницы и родильного дома доктора Баландина.
С 1 января  1878 года — действительный тайный советник.
Умер 13 (25) июля 1889 года. Был похоронен в своём имении Хлопово Городище Зубцовского уезда Тверской губернии вместе с женой.

## Награды
- орден Св. Владимира 3-й ст. (1842)
- орден Св. Станислава 1-й ст. (25.01.1845)
- орден Св. Анны 1-й ст. (11.04.1848; императорская корона к ордену — 08.04.1851)
- орден Св. Владимира 2-й ст. (30.04.1853)
- орден Белого орла (01.01.1861)
- орден Св. Александра Невского (1873; бриллиантовые знаки к ордену были пожалованы ему в 1876 году)

## Семья
Был женат на Анне Фёдоровне Ралль (1816—27.01.1889), сестре Василия Фёдоровича Ралля. Их дети:
- Мария Николаевна — фрейлина императрицы, оставшаяся незамужней
- Дмитрий Николаевич (ок. 1843 — после 1917) — в 1888 году: отставной гвардии полковник, почётный мировой судья Предтеческой волости (Елецкого уезда Орловской губернии); в 1917 году значился как наследник села Александр-Никольского «итальянской подданной Елизав. Фёдор. Якуччи», своей двоюродной сестры
- Фёдор Николаевич (1841—1877) — майор Корпуса жандармов[7], вышел в отставку в 1876 году подполковником; был женат с 1862 года на дочери действительного статского советника Сергея Ивановича Ланского — Марии Сергеевне (ум. 26.02.1908 в г. Специя, провинция Лигурия, Италия). Их дочь Елизавета Фёдоровна Ремер (род. 29.10.1863), вышла замуж за итальянца Якуччи, уехала с ним в Италию, где приняла итальянское гражданство.